# Nicéphore Niépce
Pour les articles homonymes, voir Niépce (homonymie) et Nicéphore.
Joseph Niépce dit Nicéphore Niépce, né le 7 mars 1765 à Chalon-sur-Saône (actuelle Saône-et-Loire) et mort le 5 juillet 1833 à Saint-Loup-de-Varennes (Saône-et-Loire), est un ingénieur français, connu comme étant l'inventeur de la photographie, appelée alors « procédé héliographique »,.
Il est aussi l'auteur de la plus ancienne prise de vue photographique connue et du pyréolophore, le premier moteur à combustion interne du monde.

## Biographie

### De  1765  à  1833
Joseph Niépce naît le 7 mars 1765 à Chalon-sur-Saône en Bourgogne sous le règne de Louis XV. Son père, Claude Niépce, conseiller du Roi, est avocat à la Cour, receveur des consignations à Chalon-sur-Saône et intendant du Duc de Rohan-Chabot qui le tenait en estime. Sa mère, née Claude Barault, est la fille d'Antoine Barault, avocat et conseiller du Roi. Très aisée et l'une des plus anciennes de Chalon, la famille Niépce possède des propriétés dispersées autour de la ville, procurant à Joseph des revenus élevés. Il adopte le surnom de Nicéphore selon certains lors de la période révolutionnaire; quand d'autres expliquent qu'il a choisi « Nicéphore » en 1787, mille ans après la fin du premier iconoclasme en 787, après avoir été renvoyé du lycée pour avoir montré des images de lanterne magique à sa classe.
Ce prénom « Nicéphore » peut être vu comme le masculin de « Véronique », les deux ayant la même signification « Celui — ou celle — qui porte la victoire » en grec ancien. Or, Sainte Véronique, qui est déjà la patronne des imprimeurs (par le « voile de Véronique » sur lequel le Christ est réputé avoir « imprimé » son visage couvert de sueur en montant au calvaire) va devenir naturellement celle des photographes.
De 1780 à 1788, ses études aux collèges des Oratoriens à Chalon-sur-Saône, Angers et Troyes font entrevoir pour Joseph une carrière ecclésiastique ; mais il semble que la vocation du jeune homme se soit émoussée. Il renonce à la prêtrise et s'engage dans l'armée révolutionnaire en 1792. Il s'installe à Nice et s'y marie, le 4 août 1794, avec Agnès Roméro qui met au monde Isidore en 1796. Isidore se mariera ensuite à Eugénie Gaucher de Champmartin, fille de Marguerite Michon de Pierreclau et de Henri Gaucher de Champmartin, lequel va jusqu'à vendre son château près d'Autun pour aider Nicéphore à financer ses inventions. Marguerite Michon est la sœur de l'héroïne de Jocelyn, le célèbre récit en vers de Lamartine, « bien des secrets du poète furent déchiffrés dans l’intimité de la famille Niépce » (Musée Maison Niépce).
En 1801, Nicéphore est de retour à Chalon-sur-Saône, sa ville natale, où il retrouve sa mère, sa sœur Claudine-Antoinette et ses deux frères Claude, l'aîné et Bernard. Les années suivantes sont consacrées, avec son frère Claude, à la mise en valeur de ses propriétés et à ses inventions : le « pyréolophore ». Le Rapport sur une nouvelle machine inventée par MM Niepce et nommée par eux pyréolophore est lu par MM Berthollet et Lazare Carnot le 15 décembre 1806 à l'Institut de France. Relayée dès le 18 décembre par le Journal de l'Empire, « la nouvelle défraya la chronique et se répandit aux quatre coins de l'empire ». Ce premier moteur à explosion est breveté en 1807. Bien que jamais commercialisé, il apporte une certaine renommée, partagée avec Claude, à leurs talents d'inventeurs.
Nicéphore soumet aussi un projet pour la rénovation de la machine hydraulique de Marly et mène des expériences sur la culture du pastel, dont le développement est favorisé par le blocus continental.
Tous ces travaux, l'état de guerre permanent propre au premier Empire, le renchérissement de toutes choses amènent leur cortège de difficultés financières et Niépce contracte le premier d'une longue série d'emprunts.

### La  genèse  de  l'invention de la photographie
L’année 1816 est celle des premières recherches « héliographiques », menées conjointement à celles du pyréolophore. Fin 1817, son frère Claude part en Angleterre tenter de vendre leur moteur et continuer ses propres travaux sur le « mouvement perpétuel ». La correspondance des deux frères durant les onze années suivantes sera un véritable almanach de l'avancement des recherches et des premiers succès photographiques. En 1824, enfin, Nicéphore peut écrire à son frère : « La réussite est complète ».
Hélas, la situation de la famille est catastrophique : les dettes s'élèvent à 1 800 000 francs et l'on songe sérieusement à vendre des propriétés pour rembourser des créanciers devenus impatients.
D'après la lettre à son frère Claude, datée du 5 mai 1816, il semble que ce soit à cette date que Nicéphore Niépce obtient un premier résultat significatif : une vue depuis sa fenêtre. Il s’agit d’un négatif que Niépce ne parvient pas à fixer. Après son développement, le papier continue de se noircir. Il appelle cette image rétine : « je plaçai l'appareil dans la chambre où je travaille ; en face de la volière, les croisées ouvertes ; je fis l'expérience d'après le procédé que tu connais, mon cher ami et, je vis sur le papier blanc toute la partie de la volière qui pouvait être aperçue de la fenêtre et une légère image des croisées qui se trouvaient moins éclairées que les objets extérieurs. »
En 1822, Niepce parvient à copier, par la simple action de la lumière, le portrait dessiné du pape Pie VII sur une plaque de verre enduite de bitume de Judée. Cette date est  parfois retenue pour être celle de l'invention du procédé photographique. Un monument a été érigé, en 1933 (à l' occasion de centenaire de sa mort), à Saint-Loup-de-Varennes, sur lequel est inscrit : « DANS CE VILLAGE, NICEPHORE NIEPCE INVENTA LA PHOTOGRAPHIE EN 1822 ». Pour Manuel Bonnet, un descendant de Nicéphore, à l'appui d'une lettre écrite le 16 septembre 1824 à son frère Claude, il convient de fixer la date précise de l'invention en septembre 1824 et non 1822.
Une nature morte réalisée par Niépce et connue sous le titre La table servie a été considérée par certains chercheurs comme la première photographie, prise avant 1825. L'original, offert par le petit-fils de Nicéphore, Eugène Niépce, à la Société française de photographie en 1890, a, aujourd'hui, disparu. Il en subsiste une reproduction réalisée par la SFP en 1891. Les recherches de J.-L. Marignier ont, depuis, conclu qu'il s'agissait plus vraisemblablement d'une image prise en 1832 ou 1833, par un procédé original, le physautotype, mis au point par Niépce et Daguerre dans le cadre de leur collaboration, entre 1829 et 1833 (cf. infra).

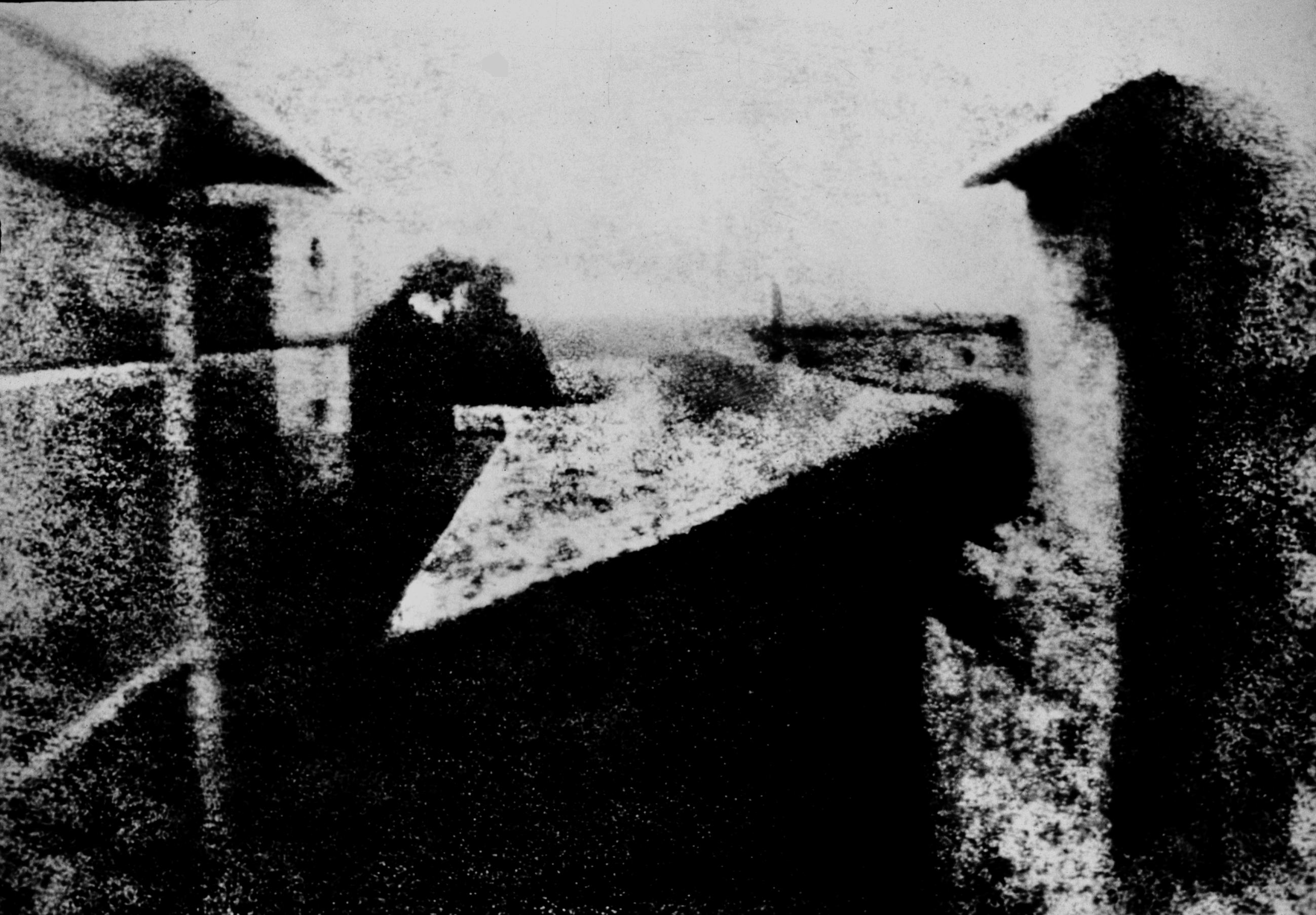
Point de vue du Gras, la plus ancienne photographie conservée, réalisée par Nicéphore Niépce en 1827.

En 1827, Niépce réalise la photographie intitulée le Point de vue du Gras, prise depuis la fenêtre de sa maison de Saint-Loup-de-Varennes, près de Chalon-sur-Saône. Il utilise pour cela une plaque d’étain et du bitume de Judée, provenant de l'asphalte des mines de Seyssel (Ain). Après avoir reconstitué le procédé dans les années 1990 et, en s'appuyant sur les témoignages d'époque, J.-L. Marignier a estimé que le temps de pose avait dû être de plusieurs jours.
Parallèlement, l'inventeur lie ses premières relations avec le graveur Augustin François Lemaître de Paris. Nicéphore Niépce fait appel à Augustin Lemaître, pour le conseiller et effectuer des tirages sur papier à partir de ses plaques gravées. Augustin Lemaître l'aida dans la réalisation d'images gravées sur du cuivre en traitant par la méthode des eaux-fortes, et obtenir des images avec le bitume.
Niépce lie également des relations avec l'ingénieur-opticien Vincent Chevalier, C'est grâce à ce dernier que Louis Daguerre écrit une première lettre à Niépce en 1826. Les contacts entre les deux hommes sont peu fréquents : Niépce est assez méfiant, Daguerre plutôt pressant. Nicéphore envoie avec parcimonie des échantillons (parfois tronqués) de ses réussites tandis que Daguerre, lui, n'envoie que des promesses…
1827 est une année décisive. Bien que miné par des difficultés de tous ordres, Niépce prend conscience du degré d'achèvement de son invention et cherche des contacts pour la faire reconnaître et la perfectionner. Claude tombe toutefois gravement malade et il faut partir pour l'Angleterre où la situation est, là aussi, calamiteuse : épuisé par ses recherches, n'ayant pas réussi à négocier le pyréolophore, Claude sombre dans la démence et meurt peu après. Lors de leur passage à Paris, Niépce et sa femme nouent des relations avec des scientifiques, mais sans suite. Mêmes résultats en Angleterre malgré de flatteuses rencontres avec des membres de la Royal Academy.

### L'association avec Daguerre et la mort de l'inventeur
Au début de 1828, retour à Chalon-sur-Saône : Daguerre se montre de plus en plus désireux de connaître de nouveaux résultats. Le premier projet d'association entre Niépce et Daguerre voit le jour en octobre 1829. Le but de l'association est de commercialiser les fruits de la nouvelle découverte, à parts égales. Niépce apporte son invention, Daguerre ses relations et son « industrie ». Au cours des années suivantes, la collaboration devient plus étroite : une correspondance s'établit entre Chalon-sur-Saône et Paris. On use même, pour préserver le secret, d'un code chiffré désignant les éléments utilisés (13=la chambre noire, 56=le Soleil, 5=le bitume de Judée, etc.). Ce code compte jusqu'à cent une références. Les lettres échangées montrent que Daguerre est surtout préoccupé de la gestion de son « diorama » et que les recherches sont essentiellement le fait de Niépce (bien que Jacques Louis Daguerre parle de « nos » recherches).
En 1832 enfin, Daguerre réalise pour Niépce un bilan de ses propres travaux d'où il ressort que l'un et l'autre, avec les mêmes produits, obtiennent des résultats différents ; il est toutefois à noter — et cela n'est pas sans importance — que jamais Daguerre n'a pu montrer à Niépce le moindre résultat de ses essais. Mais les choses avancent. Au début de 1833, cependant, Daguerre, malade, suggère la remise à plus tard de certains essais.
Le 5 juillet 1833 à 19 h, Nicéphore Niépce meurt subitement dans sa maison de Saint-Loup-de-Varennes. Il repose depuis au cimetière du village.
Le 3 juillet 1839, François Arago présente à la chambre des Députés son rapport sur le daguerréotype. Cette communication livre « à l'univers tout entier » le secret du procédé de Louis Daguerre. Arago oublie seulement de préciser que l'invention dont il est question est née depuis déjà quinze ans du génie d'un autre homme : Nicéphore Niépce. En 1841 commence une polémique sur la paternité de l'invention. Le fils de Nicéphore Niépce, Isidore Niépce, publie un livre intitulé Historique de la découverte improprement nommée daguerréotype. Il faudra quelques années pour que la paternité de l'invention, confisquée un temps par Daguerre, soit définitivement rendue à Niépce.
Vers 1853, Abel Niépce de Saint-Victor améliore la technique de son oncle sous le nom d'héliogravure.

## Hommages et lieux de mémoire
- Un lycée de Chalon-sur-Saône porte son nom.
- Une statue de Nicéphore Niépce (due au sculpteur Eugène Guillaume) a été érigée en 1885 à Chalon-sur-Saône, place du Port-Villiers[23].
- Rue Niépce à Nice.
- Musée de la photographie Nicéphore-Niépce, un musée qui conserve plus de 3 millions de phototypes, plus de 8000 appareils, et offre un parcours autour des grands principes de la photographie de l'invention de Niépce à l'image numérique.
- Nicéphore Cité un pôle de développement, de soutien et d’accompagnement de la filière « image et son » de Chalon-sur-Saône.
- Maison de Nicéphore Niépce de Saint-Loup-de-Varennes.
- Association Gens d'images Depuis 1955, cette association décerne à un photographe français ou résidant en France depuis plus de trois ans, le prix Niépce, qui compte parmi ses premiers lauréats Jean Dieuzaide, Robert Doisneau ou Jeanloup Sieff.
- Le glacier Niépce, en terre de Graham dans la péninsule Antarctique, a été nommé en son honneur en 1960.
- Rue Niépce dans le 14e arrondissement de Paris.
- 7 Avenue Nicéphore Niépce à Montigny-Le-Bretonneux.

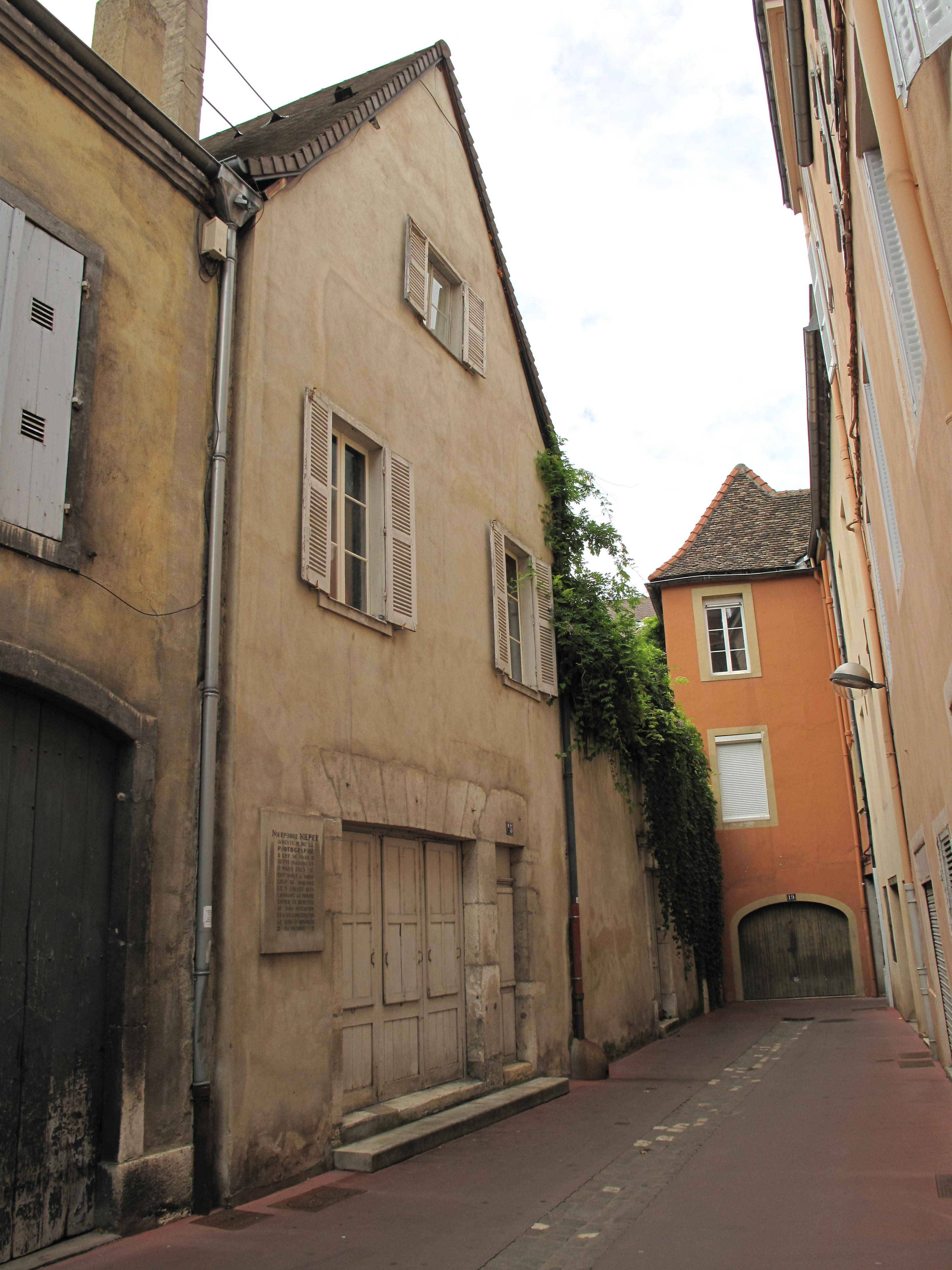
Maison natale à Chalon-sur-Saône.
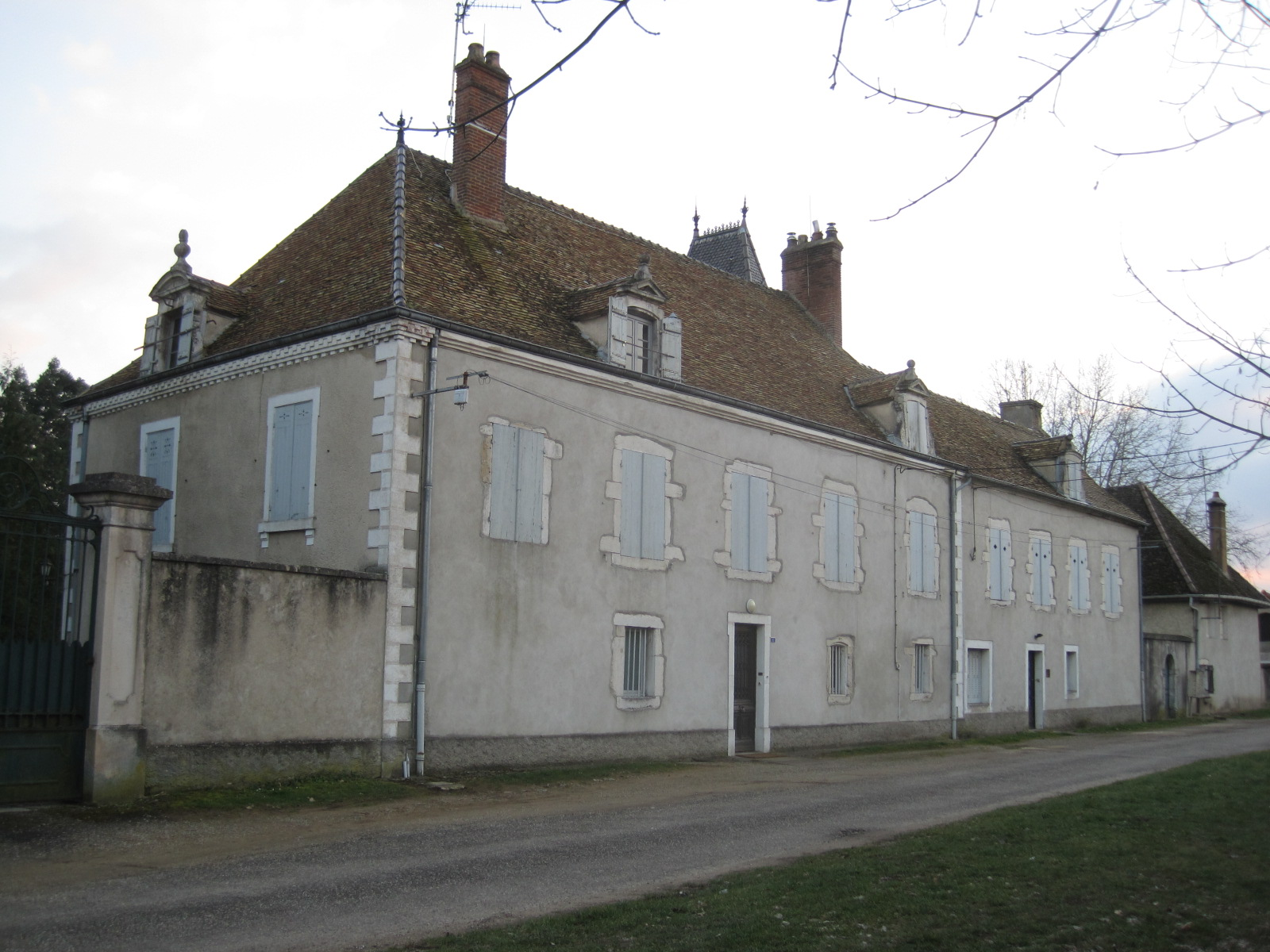
Maison de Nicéphore Niépce de Saint-Loup-de-Varennes.
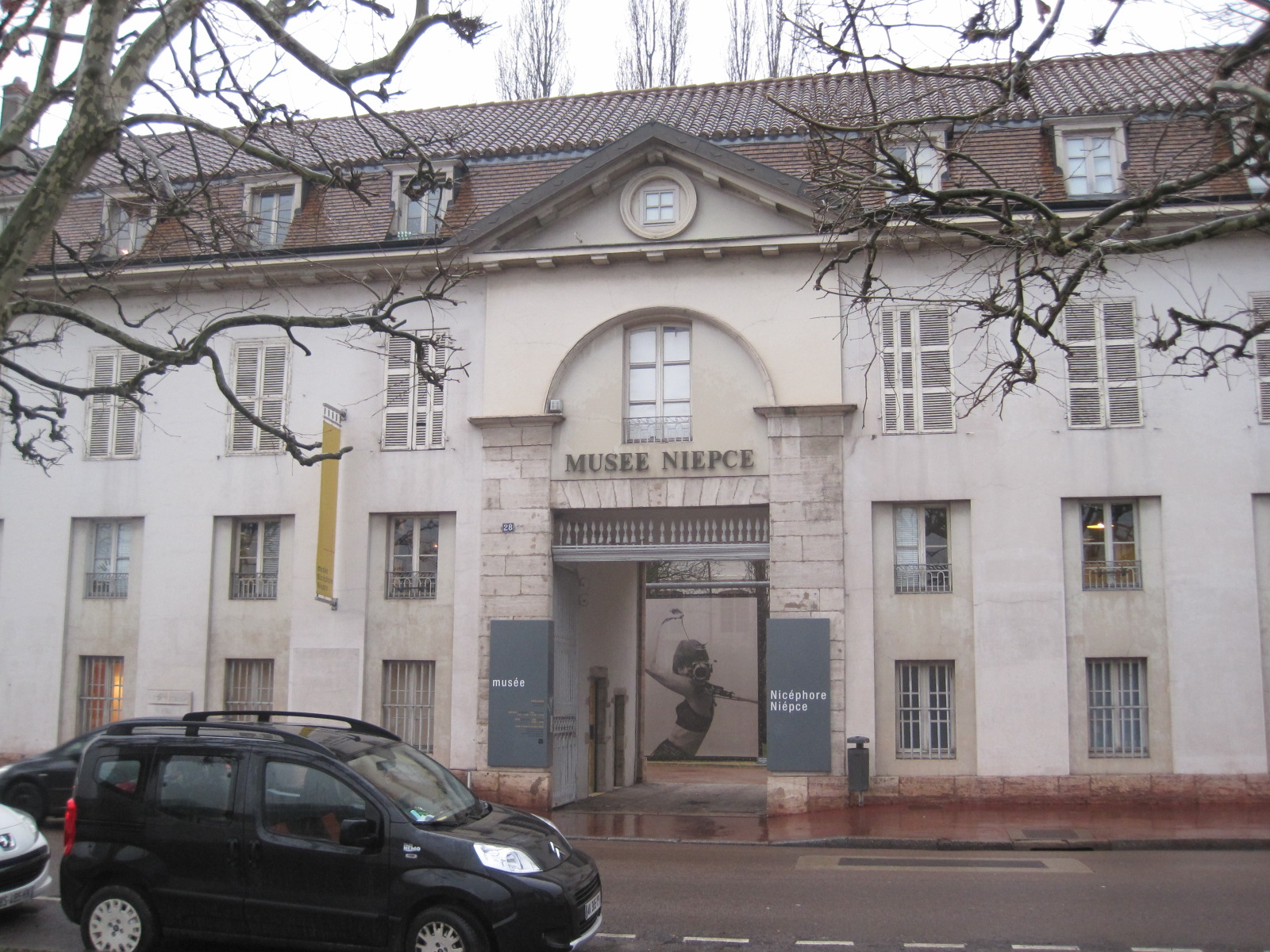
Musée Nicéphore-Niépce de Chalon-sur-Saône.
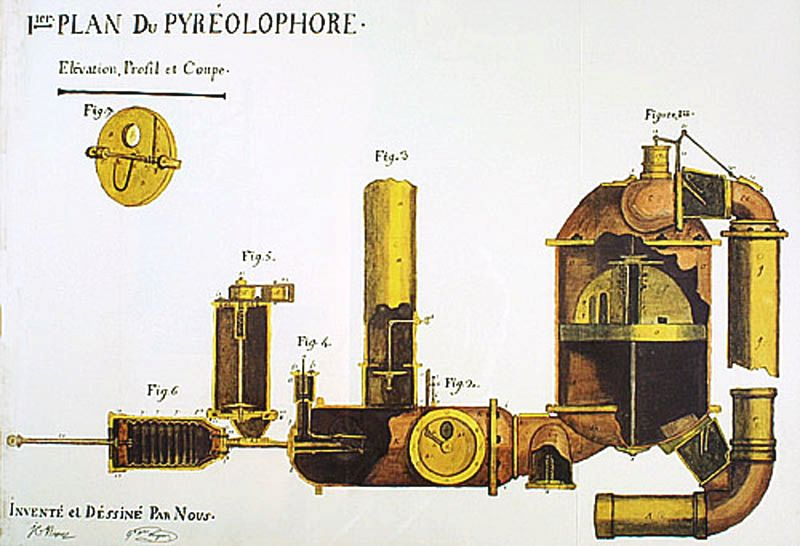
Prototype de moteur pyréolophore breveté par les frères Niépce en 1807.
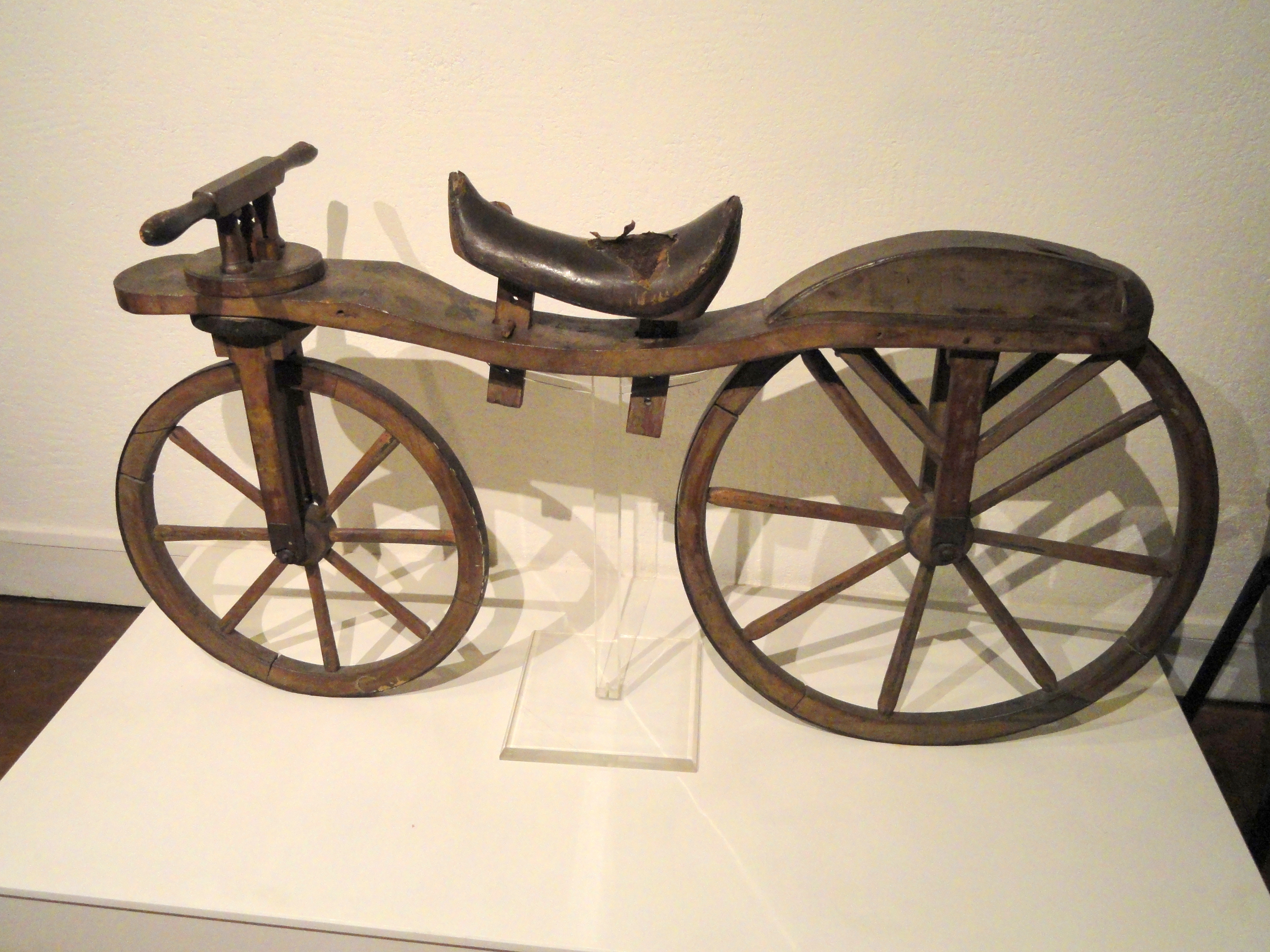
Vélocipède/draisienne des frères Niépce de 1818.
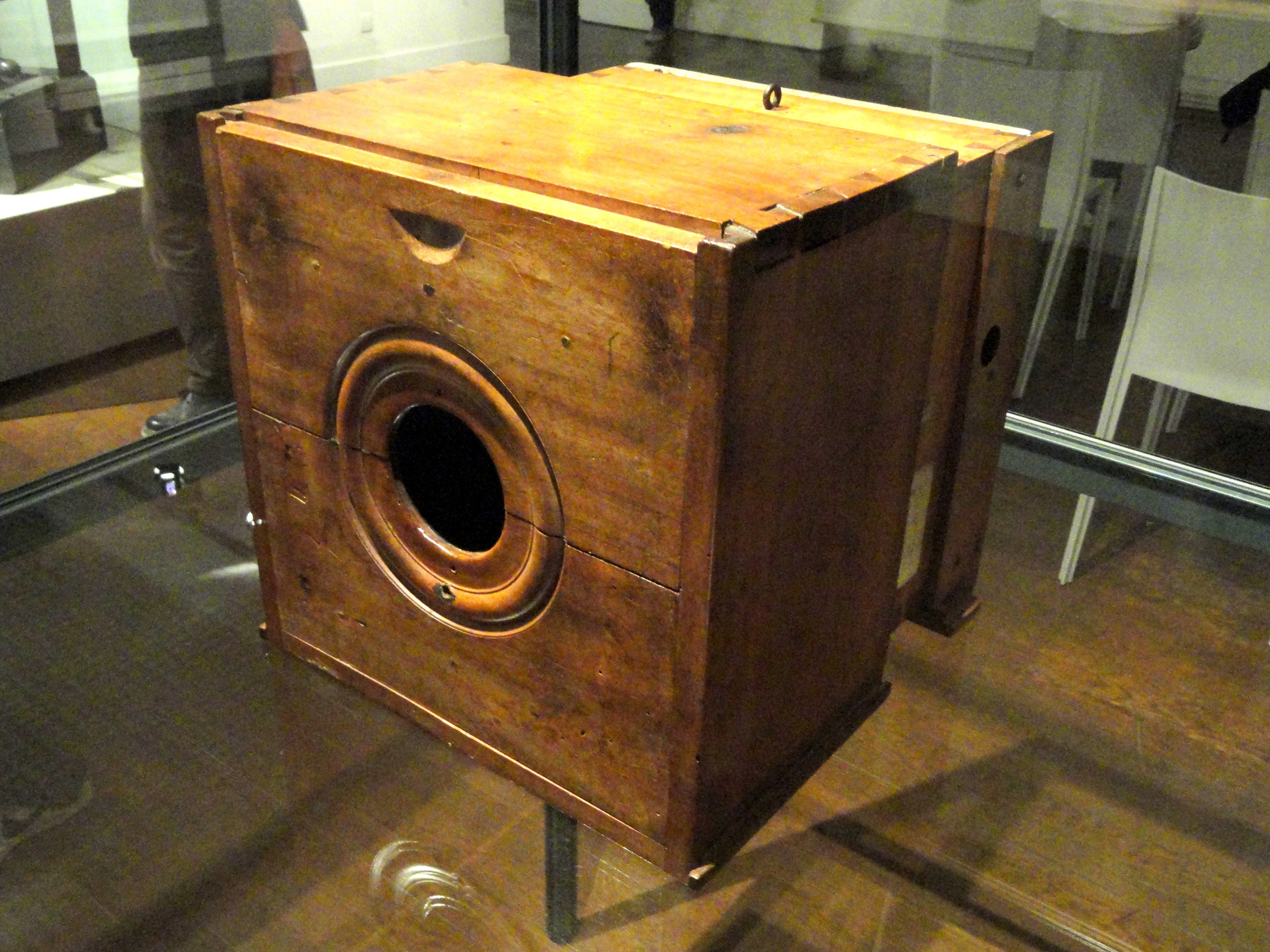
Chambre noire de Nicéphore Niépce de 1820.
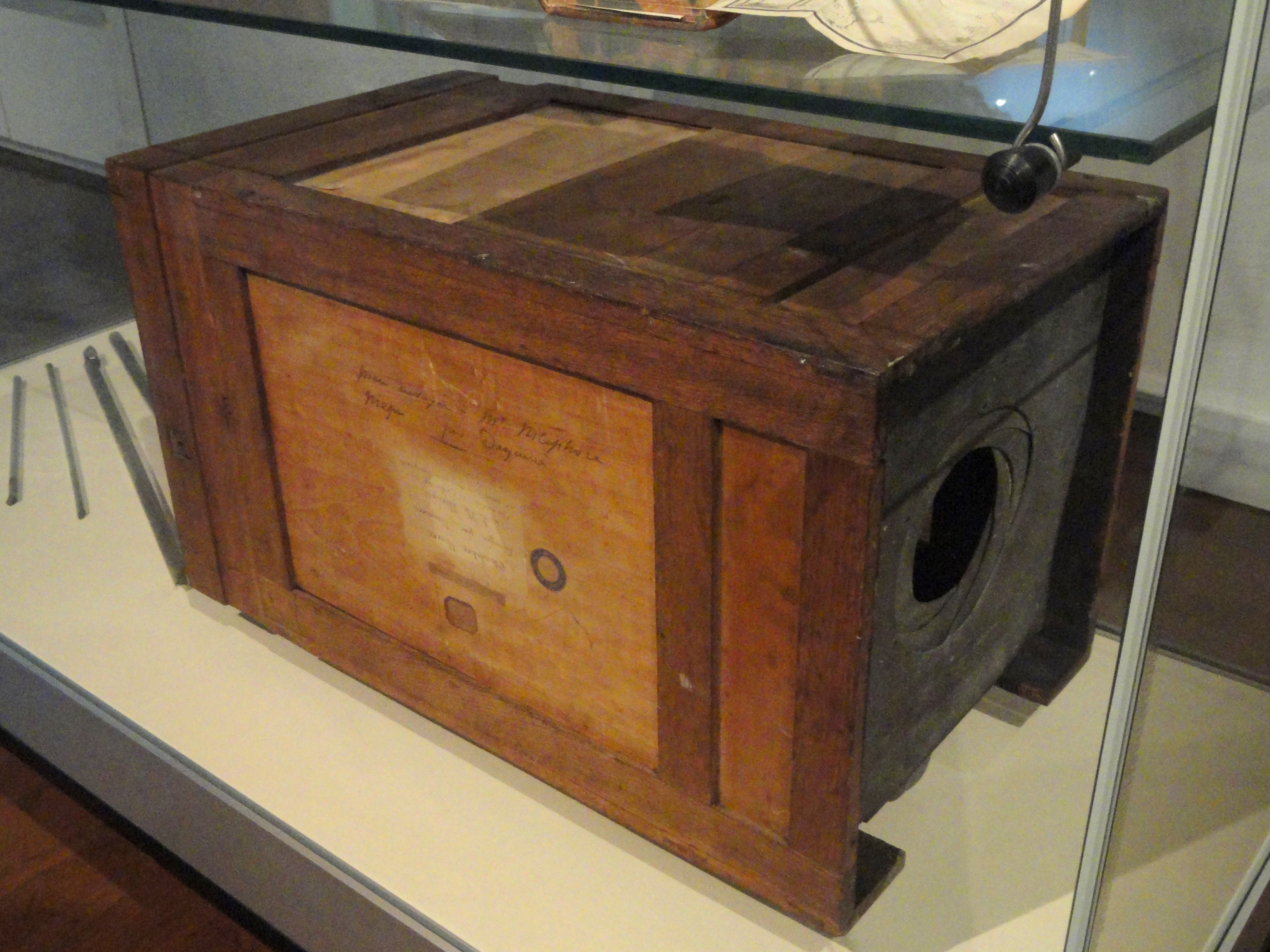
Daguerréotype de Louis Daguerre.
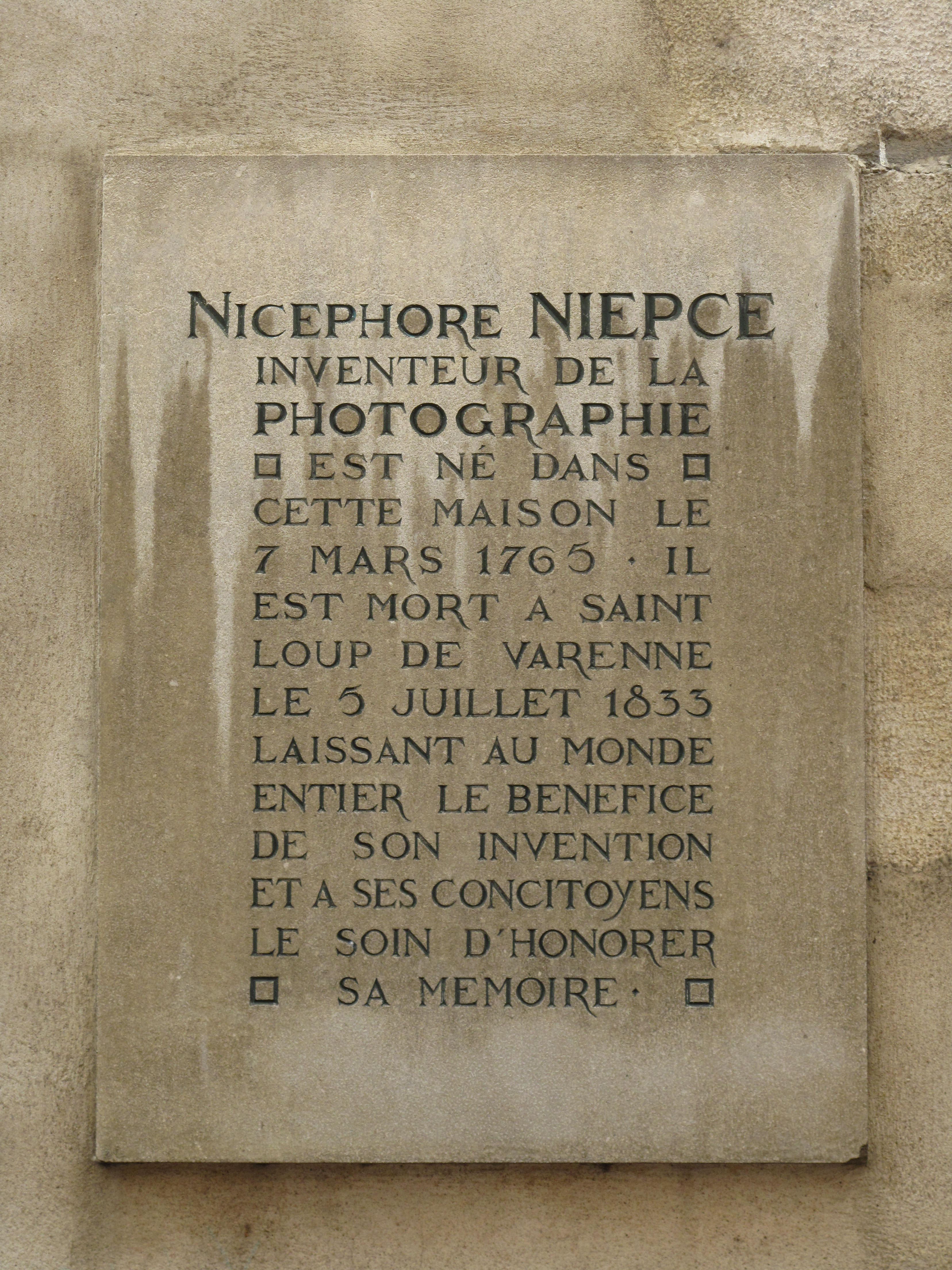
Plaque sur la maison natale.
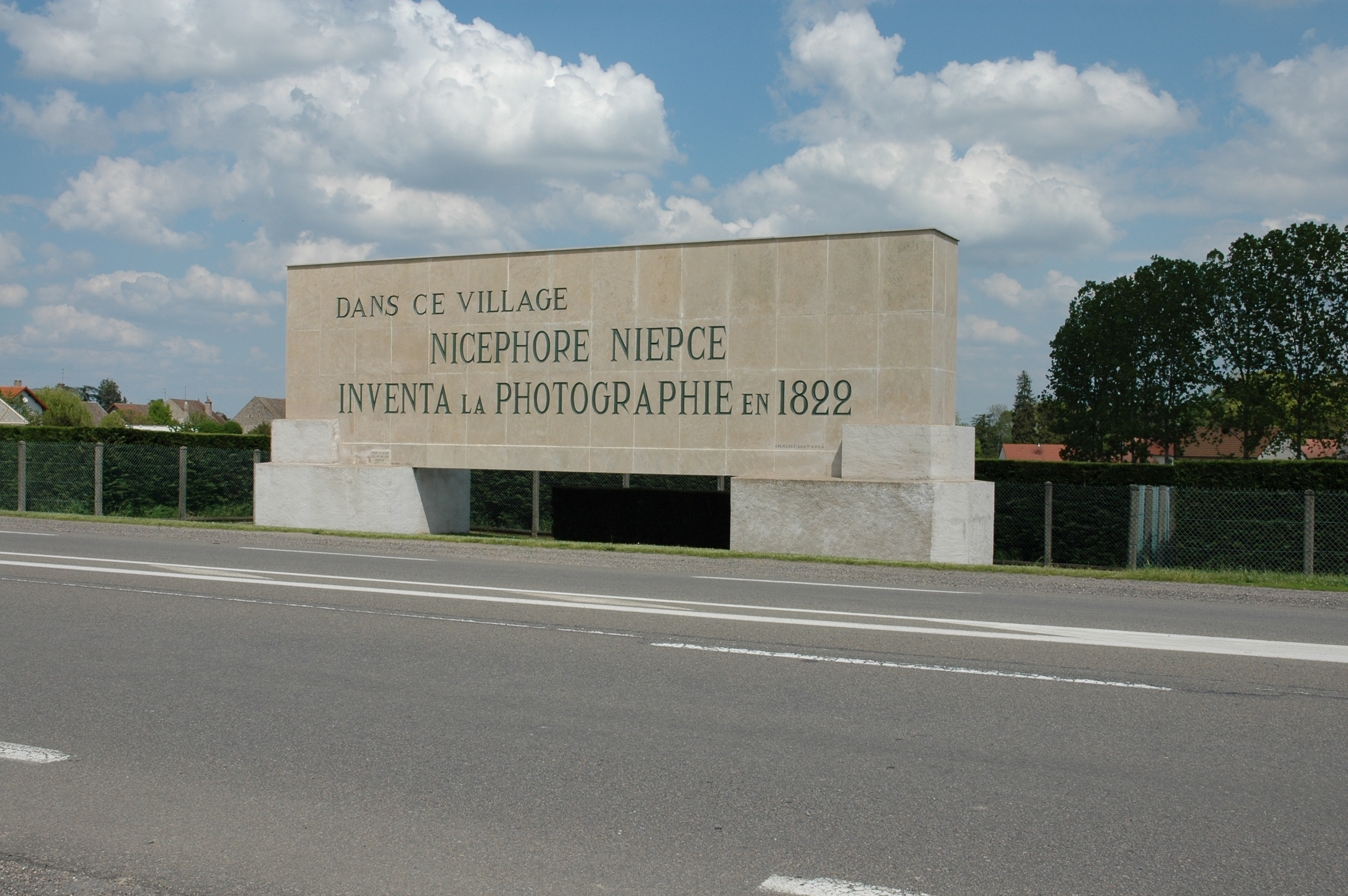
Monument de Saint-Loup-de-Varennes.

- Rue en centre-ville de Martigues
- Rue à Saint-Priest (F69800)
- Rue à Clermont-Ferrand (63000)

### Iconographie
- Arsène Letellier, Monument à Nicéphore Niépce, no 89 rue Jeanne-d'Arc à Rouen ;
- Émile Soldi (1846-1906), Nicéphore Niepce et Louis Daguerre, 1889, médaille en bronze patinée marron[réf. nécessaire].